# شركة أوقاف سليمان بن عبد العزيز الراجحي القابضة
شركة أوقاف سليمان بن عبد العزيز الراجحي القابضة تأسست شركة أوقاف سُليمان بن عبد العزيز الراجحي القابضة عام 1432 هـ الموافق 2011م، لتكون الذراع الاستثماري لمنظومة أوقاف سليمان بن عبد العزيز الراجحي. تمتلك الشركة القابضة استثمارات مباشرة وغير مباشرة، في عدد من القطاعات داخل وخارج المملكة العربية السعودية. بلغت أرباح شركة أوقاف الراجحي عام 2015 نحو مليار ريال سعودي (266 مليون دولار)، 80% من الإيرادات تصرف في الأعمال الخيرية داخل السعودية، في حين النسبة المتبقية 20% تصرف خارج السعودية.

## بداية العمل الخيري
في البداية كان التوجه نحو العمل الخيري قائماً من خلال اجتهادات فردية، ثم تحول إلى إنشاء مؤسسة خيرية تعني بالعمل الخيري، كما تم تخصيص بعض الأصول العقارية وحصص في بعض الشركات والمؤسسات كوقف منجز. وتطور الهيكل والنموذج الإداري لهذه الاوقاف والمؤسسة الخيرية مع التوسع والتطور في مجموعة شركات سليمان بن عبد العزيز الراجحي. وبعد ذلك، تم البحث بمنظور أوسع من قبل الواقف واستشار العديد من أهل الخبرة والدين والتخصص وظهر التفضيل لعمل خيار آخر أكثر فائدة وأعم نفعاً لكل من العائلة والمجتمع (من خلال العمل الوقفي) ونشأت فكرة توزيع الثروة حيال حياة الواقف. وتطورت الأفكار أيضا في هذه المرحلة حتى استقرت على خيار مبارك بإذن الله. فكانت فكرة تقسيم الثروة على الجميع ليستفيد الأبناء وأبناء الأبناء وأبناء البنات من هذا الخير ويتولوا هم تنمية نصيبهم من الأموال واستثمارها على الوجه الذي يريحهم، وأيضاً دفع أية تعقيدات قد تنشأ مستقبلاً.
لاحقاً ومع توسع الأعمال قرر سليمان إنشاء جهة خاصة لتنفيذ الأعمال الخيرية والدعوية، فبدأت بإنشاء لجنة للعمل الخيري تابعة للشيخ صالح بن عبد العزيز الراجحي وإخوانه عبد الله وسُليمان ومحمد في بدايات عام 1403 هـ الموافق 1983م. حيث بدأ المكتب بتقديم الخدمات الخيرية للجهات والمؤسسات الخيرية من خلال هذه اللجنة الخيرية، في عام 1415 هـ الموافق 1995م تم عمل المزيد من التطوير واستيعاب مجموعة من أصحاب الخبرة بالعمل الخيري وتكوين عدد من اللجان الخاصة بالعمل الخيري واللجان الاستشارية واستمر العمل على هذا النحو إلى أن تم تغيير المسمى من مكتب إلى مؤسسة سليمان بن عبد العزيز الراجحي الخيرية بموجب ترخيص وزارة الشؤون الاجتماعية (وزارة العمل والتنمية الاجتماعية حاليا) رقم 10 عام 1421 هـ.
وتعد المؤسسة إحدى المؤسسات المانحة وحيث تركز جهودها على دعم المؤسسات غير الربحية المسجلة في المملكة العربية السعودية في المجالات التعليمية، والاجتماعية، والصحية، والدعوية، والإعلامية، وبناء المساجد، وغيرها من أعمال الخير المختلفة.

## مجالات العمل
تعمل شركة أوقاف سليمان بن عبد العزيز الراجحي في مختلف القطاعات التجارية مثل القطاعات المصرفية والعقارية والزراعية والصناعية في المملكة العربية السعودية على وجه الخصوص. كما أن لها استثمارات في الإنتاج الغذائي والحيواني في أفريقيا وأوروبا.

### مؤسسة سُليمان بن عبد العزيز الراجحي الخيرية
انطلقت المؤسسة في عام 1403 هـ الموافق 1983م ومرّت بعدة مراحل من حيث التسمية والنشاط والنمو. فقد بدأت بإنشاء لجنة للعمل الخيري تابعة للأخوة صالح وعبد الله وسليمان ومحمد أبناء عبد العزيز الراجحي. وقامت اللجنة بتأسيس مكتب خيري كوسيلة تنظيمية تعمل اللجنة من خلالها. وبدأ المكتب بتقديم الخدمات للجهات والمؤسسات الخيرية وتطور في أعماله وبدأ في التوسع واستيعاب مجموعة من أصحاب الخبرة بالعمل الخيري وتكوين عدد من اللجان الخاصة بالعمل الخيري واللجان الاستشارية واستمر العمل على هذا النحو إلى أن تم تغيير المسمى من مكتب إلى مؤسسة سليمان بن عبد العزيز الراجحي الخيرية بموجب ترخيص وزارة الشؤون الاجتماعية (وزارة العمل والتنمية الاجتماعية حاليا) رقم 10 بتاريخ 1421 هـ.
وتعد مؤسسة سليمان بن عبد العزيز الراجحي الخيرية واحدة من أكبر المؤسسات المانحة في المنطقة، وتمارس أعمالها من خلال: دعم المؤسسات غير الربحية المسجلة في المملكة العربية السعودية في المجالات التعليمية، والاجتماعية، والصحية، والدعوية، والإعلامية، وبناء المساجد، وغيرها من أعمال الخير المختلفة. تنفيذ ودعم العديد من البرامج والنشاطات والمؤسسات مثل: مركز بناء الأسر المنتجة (جنى) وصندوق الاستدامة المالية والمعهد العربي للغة العربية (عربي) ومعهد إعداد العالي للتدريب ومؤسسة مناهج العالمية.

### جامعة سليمان الراجحي
أو جامعة سليمان الراجحي الأهلية (كليات سليمان الراجحي سابقًا)، هي صرح تعليمي غير هادف للربح. بدأ العمل على افتتاح الجامعة ومستشفى سليمان الراجحي، وتحرص الجامعة على تقديم تجربة تعليمية وشخصية متكاملة. تضم الجامعة ثلاث كليات تعليمية هي: كلية الطب، وكلية التمريض والعلوم الطبية التطبيقية، وكلية الأعمال.

### صيانة وإنشاء الجوامع
تقوم الشركة بصيانة وإنشاء الجوامع تحت اسم مؤسسة سُليمان الراجحي لصيانة وإنشاء الجوامع. تدير المؤسسة ما يزيد عن أَحَدَ عَشَرَ جامعاً في مختلف أنحاء المملكة العربية السعودية، مثل جامع الشيخ سليمان الراجحي في الرياض، وجامع عائشة بنت سليمان في مكة، وجامع الشيخ سليمان في بريدة، وجامع الشيخ سليمان في حائل وغيرها. بالإضافة إلى صيانة ودعم عدد كبير من الجوامع والنشاطات.

## أنظر أيضاً
- وقف (إسلام)
- وقف زراعي
- وقف إلكتروني
- وقف أهلي (ذري)
- الوقف في السعودية